# Pleofen
Pleofen (oberfränkisch: Bleh-ufn) ist ein Gemeindeteil der Gemeinde Eckersdorf im Landkreis Bayreuth (Oberfranken, Bayern). Pleofen liegt in der Gemarkung Neustädtlein am Forst.

## Geografie
Unmittelbar südlich des Dorfes fließt der Röttelbach, ein linker Zufluss des Roten Mains. Durch den Ort fließt der Bärengraben, der ein linker Zufluss des Röttelbachs ist. 0,75 km westlich befindet sich die Forst von Neustädtlein. Die Kreisstraße BT 16/KU 17 führt nach Felkendorf (2,1 km nordwestlich) bzw. an Simmelbuch vorbei nach Neustädtlein (2,3 km südöstlich).

## Geschichte
Der Ort wurde im Landbuch des burggräflichen Amtes Bayreuth von 1398 als „Pleofen“ erstmals urkundlich erwähnt. Dem Amt unterstanden zu dieser Zeit 4 Höfe und 1 Sölde, der Pfarrei Trumsdorf 1 Widemgut. Das Bestimmungswort des Ortsnamens ist blaejen (mhd. für blasen) und bezeichnet somit einen Schmelzofen. Laut Landbuch des nunmehr markgräflichen Amtes Bayreuth von 1421 erhielten die Förtsch von Thurnau die 4 Höfe als markgräfliches Lehen. Mit dem Aussterben dieses Adelsgeschlechts erhielten 1593 die Herren von Giech das Lehen. 1702 fiel der Besitz der Giech in „Pleehoffen“ (zu dieser Zeit 1 Hof, 1 Halbhof, 2 Dreiviertelhöfe, 2 Viertelhöfe) durch Tausch an das Markgraftum Brandenburg-Bayreuth heim. Neben den ehemals Giech’schen Besitzkomplex gab es noch weitere Anwesen. 1727 bestand Pleofen mit Heisenstein aus insgesamt 11 Anwesen (1 Hof, 5 Halbhöfe, 1 Viertelhof, 2 Sölden, 1 Häuslein und 1 Mahlmühle). Der Ort befand sich im Fraischbezirk des Stadtvogteiamtes Bayreuth. Die Dorf- und Gemeindeherrschaft sowie die Grundherrschaft über alle Anwesen hatte das Kasten- und Stadtvogteiamt Bayreuth. Gegen Ende des 18. Jahrhunderts gab es 14 Anwesen (1 Mahlmühle, 1 Hof, 4 Halbhöfe, 3 Viertelhöfe, 3 Sölden, 1 Haus, 1 Tropfhaus).
Von 1797 bis 1810 unterstand der Ort dem Justiz- und Kammeramt Bayreuth. Mit dem Gemeindeedikt wurde Pleofen 1811 dem Steuerdistrikt Busbach und 1812 der Ruralgemeinde Busbach zugewiesen. Infolge des Zweiten Gemeindeedikt (1818) wurde der Ort in die neu gebildete Ruralgemeinde Neustädtlein am Forst umgemeindet. Am 1. Juli 1972 wurde Heisenstein im Zuge der Gebietsreform in Bayern in die Gemeinde Eckersdorf eingegliedert.

### Baudenkmäler
- Haus Nr. 1: Bauernhaus
- Haus Nr. 5: Eingeschossiges Haus des 17./18. Jahrhunderts, am Südgiebel gutes Riegelfachwerk[10]
- Grenzstein

### Einwohnerentwicklung
| Jahr      | 001818 | 001861 | 001871 | 001885 | 001900 | 001925 | 001950 | 001961 | 001970 | 001987 | 002016 | 002021 |
| Einwohner | 82 *   | 80     | 102    | 77     | 72     | 55     | 67     | 53     | 51     | 36     | 35     | 32     |
| Häuser    | 16 *   |        |        | 13     | 11     | 9      | 11     | 11     |        | 11     |        |        |
| Quelle    | [ 8 ]  | [ 12 ] | [ 13 ] | [ 14 ] | [ 15 ] | [ 16 ] | [ 17 ] | [ 18 ] | [ 19 ] | [ 20 ] |        | [ 1 ]  |

## Religion
Pleofen ist seit der Reformation evangelisch-lutherisch geprägt und nach St. Johannes der Täufer (Neustädtlein am Forst) gepfarrt.